# 百蕊草
百蕊草（学名：Thesium chinense）为檀香科百蕊草属下的一个种。